# Thyenula leighi
Espèce
Synonymes
- Saitis leighii Peckham & Peckham, 1903

Thyenula leighi est une espèce d'araignées aranéomorphes de la famille des Salticidae.

## Distribution
Cette espèce se rencontre en Afrique du Sud au KwaZulu-Natal et au Cap-Oriental et au Mozambique dans la province de Maputo,,.

## Description
Le mâle holotype mesure 6,5 mm.
La carapace des mâles mesure de 2,3 à 2,7 mm de long sur de 1,7 à 2,2 mm et l'abdomen de 1,9 à 2,4 mm de long sur de 1,4 à 1,9 mm et la carapace des femelles mesure de 2,1 à 2,2 mm de long sur de 1,6 à 1,7 mm et l'abdomen de 2,0 à 2,2 mm de long sur de 1,5 à 1,7 mm.

## Systématique et taxinomie
Cette espèce a été décrite sous le protonyme Saitis leighii par Peckham et Peckham en 1903. Elle est placée dans le genre Thyenula par Wesołowska en 2012.

## Étymologie
Cette espèce est nommée en l'honneur de George F. Leigh.

## Publication originale
- Peckham & Peckham, 1903 : « New species of the family Attidae from South Africa, with notes on the distribution of the genera found in the Ethiopian region. » Transactions of the Wisconsin Academy of Sciences, Arts, and Letters, vol. 14, p. 173-278 (texte intégral).